# Radioåret 1975

## Händelser

### Januari
- 1 januari - Sveriges Radio fyller 50 år.
- 22 januari: Radio Forth börjar sända i Edinburghområdet i Storbritannien.[1]

### Maj
- 19 maj: Plymouth Sound börjar sända i Plymouthområdet i Storbritannien.[1]

### Juni
- 24 juni - Radio Tees (senare TFM Radio) börjar sända i Stockton-on-Teesområdet.[1]

### Juli
- 3 juli - Radio Trent (senare Trent FM och 96 Trent FM, därefter Trent FM) börjar sända i Nottinghamområdet i Storbritannien.[1]

### September
- 16 september - Pennine Radio (senare The Pulse) börjar sända i Bradfordområdet i Storbritannien.[1]

### Oktober
- 14 oktober - Radio Victory börjar sända i Portsmouthområdet i Storbritannien.[1]
- 28 oktober: Radio Orwell (senare sammanslagen med Saxon Radio för att bilda SGR FM) börjar sända i Ipswichområdet i Storbritannien.[1]

## Radioprogram

### Sveriges Radio
- Mitten av året - musiklistprogrammet Kvällstoppen, upphör.
- 1 december - Årets julkalender är Albert och Evelina.[2]

## Födda
- 2 januari – Caroline Salzinger, programledare för P1-programmen Godmorgon, världen! och Radiokorrespondenterna.
- 15 juli – Kalle Lind, radioprogramledare.

### Fotnoter
1. 1 2 3 4 5 6 7  Radiomusications: Radio Reference: Independent Local Radio Stations (TBS Editors); läst 28 april 2008
2. ↑  ”1975, Albert och Evelina”. Sveriges Radio. http://sverigesradio.se/barn/julkalendrar/1975.stm. Läst 31 augusti 2015.